# Héraldique médiévale

Armoiries du Vermandois, les plus anciennes connues

L'héraldique médiévale s'est développée comme son nom l'indique au Moyen Âge dans toute l'Europe comme un système cohérent d'identification non seulement des personnes, mais aussi en partie des lignées (le blason pouvant être transmis par héritage en traduisant le degré de parenté) et des collectivités humaines, ce qui en fait un système emblématique unique en un temps où la reconnaissance et l'identification passaient rarement par l'écrit.

Fig. 2 : Écu du Bon Roi René en 1453. Voir sa description à l'article René d'Anjou.

Apparue au XIIe siècle au sein de la chevalerie, elle s'est rapidement diffusée dans l'ensemble de la société occidentale : nobles, clercs, bourgeois, corporations de métiers et également paysans. L'héraldique médiévale se caractérise par des blasonnements simples et facilement visibles (Fig. 1). L'héraldique moderne se complexifie à partir de 1450 (Fig. 2).

## Définitions
L'héraldique médiévale est le domaine d'étude de la science du blason, c'est-à-dire l'étude des armoiries (ou « armes ») spécifique au Moyen Âge. C'est aussi un champ d'expression artistique et un élément du droit médiéval. Par rapport à l'héraldique moderne ou contemporaine, elle se distingue par des problématiques d'identification dans des armoriaux de langue vernaculaire régionale et de datation. Elle est considérée comme une des sciences auxiliaires de l'histoire médiévale au même titre que la vexillologie, la phaléristique, la patronymie, l'anthroponymie et surtout la diplomatique et la sigillographie qui lui donnent des certitudes de datation.

### Armoiries
Les armoiries sont, pour reprendre la définition proposée par Rémi Mathieu, et reprise par Michel Pastoureau ainsi que sur le site internet Le Héraut d'armes, « des emblèmes en couleurs, propres à une famille, une communauté ou plus rarement, à un individu, et soumis dans leur disposition et dans leur forme à des règles précises qui sont celles du blason. Certains caractères distinguent nettement les armoiries du Moyen Âge des emblèmes préexistants. Servant le plus souvent de signes distinctifs à des familles, à des groupes de personnes unies par les liens du sang, elles sont en général héréditaires. Les couleurs dont elles peuvent être peintes n’existent qu’en nombre limité. Enfin, elles sont presque toujours représentées sur un écu. »
« La longueur de cette définition et son caractère volontairement imprécis […] traduisent bien la constante évolution et la grande diversité des armoiries. La terminologie ne pose pas moins de problèmes que la définition, surtout en français ou le mot armoiries (engl : coat of arms*; all : Wappen) et son doublet armes présentent l'inconvénient de n'exister qu'au pluriel ».
Notons que coat of arms peut également signifier « blason » et que la terminologie n'est pas plus claire de l'autre côté de la Manche. Voir supra.
Certains héraldistes modernes et contemporains réservent le terme « armoiries » à la figure armoriale complète, composées de l'écu, du heaume, du cimier, des supports et éventuellement d'autres ornements extérieurs (voir figure) et parlent simplement d'« armes » lorsqu'il s'agit de l'écu seul. « Pareil distinction ne repose sur aucun élément historique et n'a à vrai dire aucun sens. Les mots armes et armoiries doivent être considérés comme absolument synonymes ».

### Armoiries médiévales
Pour la période médiévale, un moyen commode d'éviter les mots « armes » et « armoiries » qui présentent l'inconvénient de n'exister qu'au pluriel, est de le remplacer par le mot « écu » (Fig. 1).
C'est également le procédé utilisé en sigillographie médiévale. Douët d'Arcq décrit ainsi le second sceau de Jean Ier, duc de Bretagne : « Sceau équestre, le bouclier aux armes (légende détruite) ». « contre-sceau : L'écu échiqueté, au franc quartier d'hermines. »

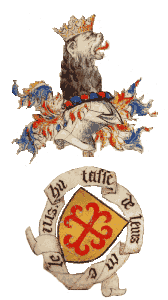
Armoiries médiévales (XVe siècle).

Également en numismatique médiévale, c'est bien l'« écu » armorié ou blasonné de France qui a donné son nom à la monnaie, et non l'inverse.

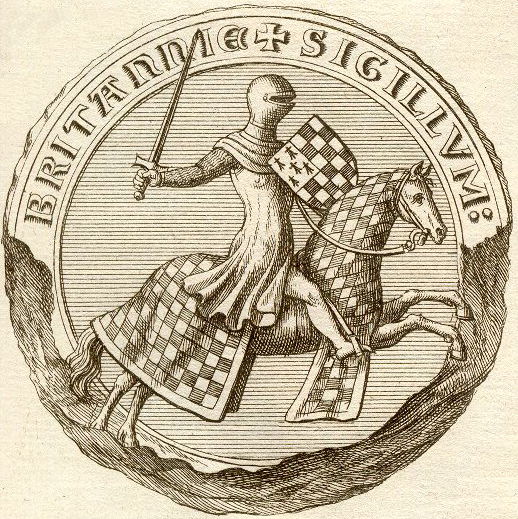
Second sceau de Jean Ier duc de Bretagne, 1256
Écu du même Jean Ier : « Échiqueté d'or et d'azur à la bordure de gueules et au franc-quartier d'hermine ».
Écu de France Ancien jusqu'à Charles V.
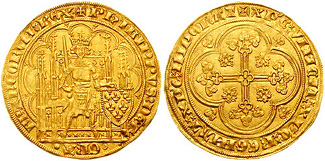
Écu (monnaie) de Philippe VI, 1348.

Par contre, pour les armoriaux du XVe siècle tel que L'armorial de Guillaume Revel qui reproduit « cimiers » et « cris », voici par exemple comment Emmanuel de Boos décrit les armoiries d'Eustache de Lévis, seigneur de Couzan p. 436 du manuscrit reproduites ci-contre :

« Hutasse de Lévis crie Lévis d'or à la croix ancrée de gueules - Cimier : une tête et col de lion couronné »

## Origine et apparition des armoiries médiévales européennes

### Pré-héraldique
« Parce qu'il répond à un besoin enraciné au plus profond de la nature humaine, l'usage d'emblèmes est commun à toutes les époques et toutes les civilisations ». Certaines d'entre elles ont employé ou emploient encore des systèmes emblématiques et symboliques ayant suffisamment de ressemblances avec les premières armoiries européennes pour être abusivement qualifiés d'« héraldiques » par les archéologues. On parle ainsi d'héraldique sumérienne, hindoue, bouddhiste ou arabe. Par exemple, l'Escarboucle et même à un degré moindre le Gironné, en tant que meubles et traits héraldiques, présentent des caractères similaires à des symboles sumériens bouddhistes ou arabes, la persistance des symboles ne signifie pas un héritage asiatique dans l'Europe médiévale. Il s'agit d'idéogrammes ou de symboles universels. Cette influence reste difficilement appréciable par les historiens de la civilisation médiévale.(Fig. 3 à 7).

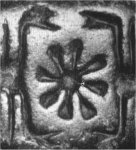
Fig. 3 : soleil ou étoile à huit raies (sculpture sumérienne 400 av. J.-C.).
Fig. 4 : Dharmachakra, « Roue du Dharma ».
Fig. 6 : Escarboucle (meuble héraldique).
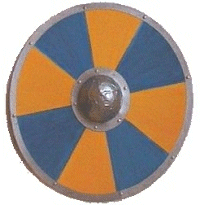
Fig. 7 : bouclier normand du IXe siècle.
Fig. 8 : évolution en gironné d'or et d'azur au XIIe siècle.

« Plus directement intéressante semble être l'étude des mœurs insignologiques des peuples européens pendant l'Antiquité et le haut Moyen Âge. Malheureusement ils demeurent, pour une bonne part, assez peu étudiés ».
Du milieu du XVe siècle jusqu'au début du XXe siècle, de nombreuses hypothèses ont été avancées pour expliquer l'origine et l'apparition des armoiries en Occident. Le père Claude-François Ménestrier en énumère plus d'une vingtaine dans la première édition de son ouvrage Le véritable art du blason et l'origine des armoiries publié en 1791,. Certaines, tout à fait fantaisistes, attribuaient l'invention du blason à des personnages de l'Antiquité, de la Bible ou de la légende arthurienne et furent très tôt rejetées. Ce point de vue est confirmé par Geneviève d'Haucourt et Georges Durivault dès 1949. Il n'en reste pas moins vrai que comme ces blasons furent inventés par des hérauts du Moyen Âge, certains amateurs d'héraldique et de généalogie continuent à croire qu'ils sont de source sûre puisqu'ils proviennent d'armoriaux médiévaux.
« Bien que certaines thèses de Ménestrier aient perduré tout au long du XXe siècle, il est aujourd'hui acquis que l'apparition des armoiries n'est en rien due à l'Antiquité gréco-romaine, ni aux envahisseurs Germains, ni à l'Orient, ni même au cours de la première et de la deuxième croisade. Bien que cette dernière théorie ait longtemps prévalu, M. Prinet ainsi que L.A Mayer ont montré comment l'adoption d'usages para-héraldiques par les peuples de l'Islam était postérieure de plus d'un demi-siècle à l'apparition des armoiries en Occident ». Cependant Geneviève d'Haucourt et Georges Durivault accordaient encore en 1992 une place importante à l'emprunt des figures para-héraldiques arabes et de ce qui deviendra l'écu « normand » (voir supra).

### Proto-héraldique européenne: Vers les premiers blasonnements (IXe–XIesiècle)

#### Évolution de l'équipement militaire duIXeauXIesiècle

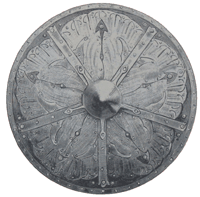
Fig. 8 : Bouclier rond carolingien où l'on distingue l'ébauche d'une escarboucle à 10 raies.

Durant le haut Moyen Âge, les Francs et les Vikings utilisèrent plutôt des boucliers ronds. Ils étaient souvent recouverts de cuir pour améliorer la rigidité (Fig. 8).
« L'apparition des armoiries en Europe occidentale est liée d'une part à la transformation de la société féodale après l'an mille, d'autre part à l'évolution de l'équipement militaire entre la fin du XIe siècle et les premières décennies du XIIe ».

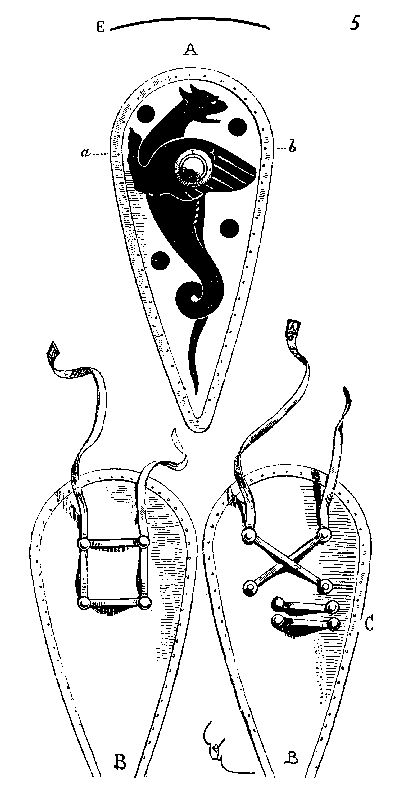
Fig. 13 : Écu normand de face et de dos avec la guige et sa ou ses manies et son énarme.

De fait, le bouclier (latin : clypeus, parma, scutum qui donnera écu de forme ronde (Fig. 8) ou elliptique) est constitué de lattes de bois recouvertes de cuir (diamètre : 80 à 90 cm ; épaisseur : de 0,8 à 1,2 cm). Au centre se trouve l'umbo (diamètre moyen de 15 à 17 cm ; hauteur moyenne : de 6 à 10 cm). La forme de l'umbo a varié : concave vers 500, convexe plus tard, en pain de sucre vers 700.
Déjà au XIe siècle on parle de « connoissances » (signes de reconnaissances) sur les boucliers, comme l'indique ce vers de la Chanson de Roland (chant CCXXV, vers 3090): « Escuz unt genz, de multes cunoissances »
« C'est en Occident que les Armoiries sont nées, c'est en Occident qu'étaient réunies les conditions de cette naissance ; c'est en Occident qu'il faut en rechercher les causes et les modalités. On observe ainsi qu'entre ces deux moments, les combattants occidentaux (Fig.9), rendus méconnaissables par le capuchon de leur haubert (Fig.10 et 15) qui monte vers le menton et par le nasal de leurs casques qui descend sur le visage (Fig.11, 17 et 18), prennent peu à peu l'habitude de faire représenter sur la grande surface de leurs bouclier en forme d'amande des figures leur servant de signes de reconnaissance (Fig.12 et 15) au cœur de la mêlée des batailles et, plus encore, des premiers tournois ».

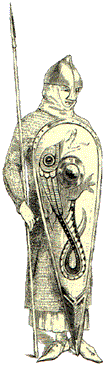
Fig. 9 : Combattant du XIe siècle (Hastings 1066 et 1re croisade).
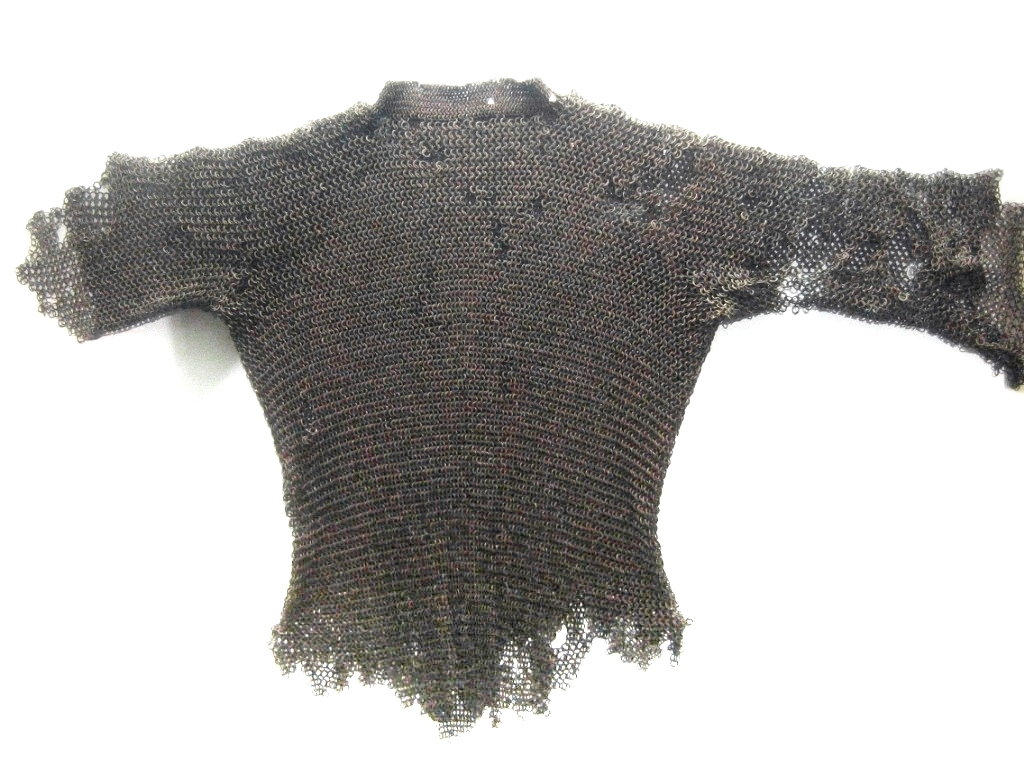
Fig. 10 : Haubert exposé dans le musée de Bayeux.
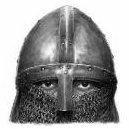
Fig. 11 : col de haubert et nasal de casque normand.
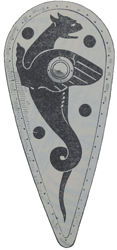
Fig. 12 : figure proto-héraldique normande servant de signe de reconnaissance individuelle.

Le bouclier du XIe siècle est alors connu sous le nom d'écu qui vient du romain scutum et désignait un bouclier long.
Cet écu en forme d'amande — donc arrondi au-dessus et pointu vers le bas — légèrement concave à l'intérieur, s'orne d'un umbo conique ou hémisphérique au centre, parfois aussi d'un motif de cloutage ; il est bordé d'une bande que l'on suppose métallique, l'orle. Suspendu au cou par une large courroie, la guige, on la manie en introduisant l'avant-bras gauche dans une énarme en forme d'anse, fixé au revers, et en agrippant de la main une seconde, disposée perpendiculairement à la première. Il arrive aussi que les énarmes soient parallèles. La taille de ce bouclier est relativement modeste : assez étroit, il ne dépasse guère 1 mètre ou 1,30 mètre de haut (Fig. 13).

#### Un témoignage protohéraldique visuel important: la broderie de Bayeux

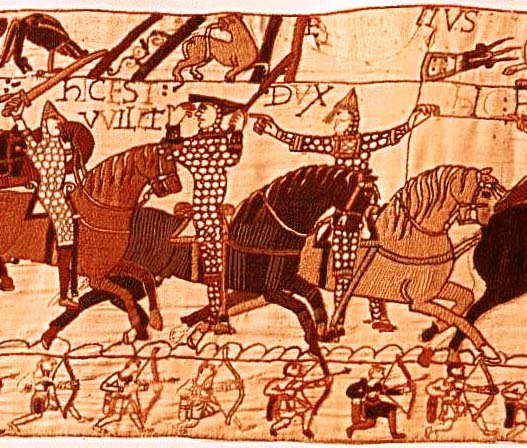
Eustache de Boulogne, tenant le gonfanon du duc Guillaume le Conquérant, désigne celui-ci, qui relève son heaume pour montrer à ses soldats qu'il n'est pas mort.

La Broderie de la reine Mathide nous apprend beaucoup sur les signes de reconnaissances collectifs (les bannières) et individuels de la seconde moitié du XIe siècle :

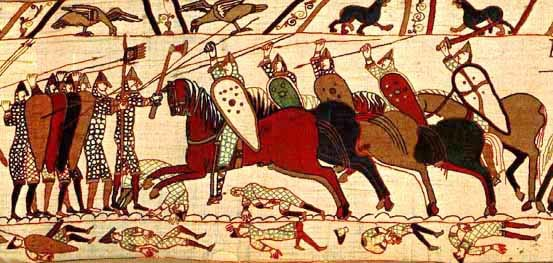
Écus de reconnaissance individuel proto-héraldiques mais non héréditaires.
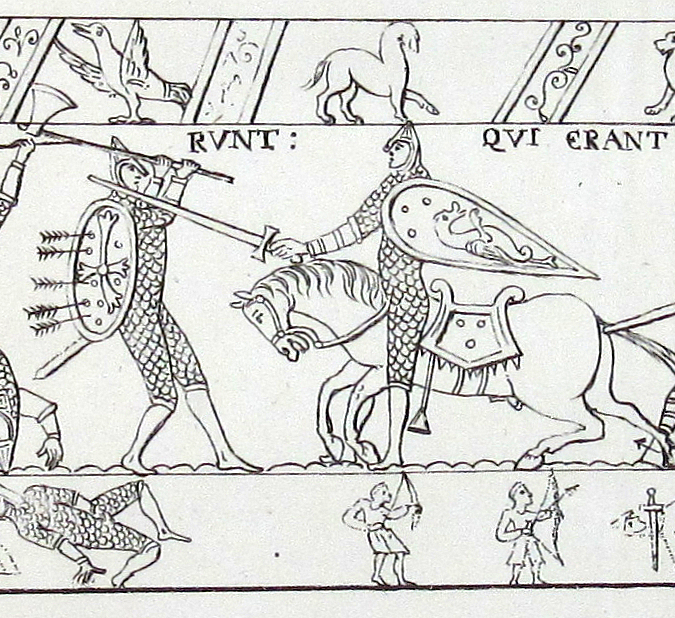
Combat entre un chevalier normand et un piéton saxon.
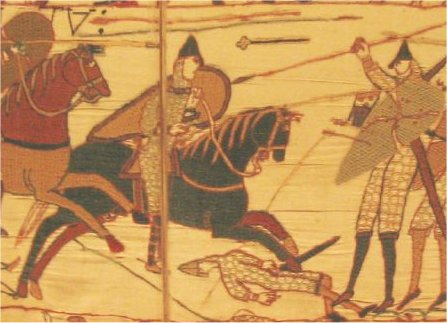
Eustache de Boulogne chargeant sa lance à bannière à trois tourteaux (en fait trois boules, jeu de mots avec Boulogne).

#### La première croisade: une croisade sans armoiries
Malgré ce que laissent croire les salles des croisades du château de Versailles, initiées par Louis-Philippe sous la seconde restauration pour rassembler une aristocratie moderne en quête d'illustres ancêtres, « Il n'existe pas encore d'armoiries à l'époque de la première croisade, elles sont déjà bien en place au moment de la deuxième ». Tout au plus les chevaliers croisés se serviront des armatures métalliques de leurs écus (Fig. 19 et 20). La tradition qui veut que Godefroy de Bouillon ait reçu comme avoué du Saint-Sépulcre un écu d'argent à la croix de Jérusalem d'or (Fig. 21), volontairement en désaccord avec la règle héraldique « pas de métal sur métal », est fausse : ces règles n'existaient pas en 1099 et ces couleurs sont toujours aujourd'hui celles de l'état pontifical. D'ailleurs a-t-il jamais porté cet écu ? Ce fut plus probablement une bannière. En revanche, la croix de l'ordre du Saint-Sépulcre semble bien la première figure héraldique communautaire de moines combattants (Fig. 22).

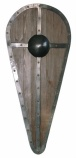
Fig. 19 : Écu en amande en bois à la croix en métal.
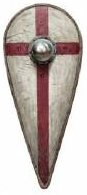
Fig. 20 : Le même à la croix peinte en rouge de croisé.
Fig. 21 : D'argent à la croix de Jérusalem d'or.
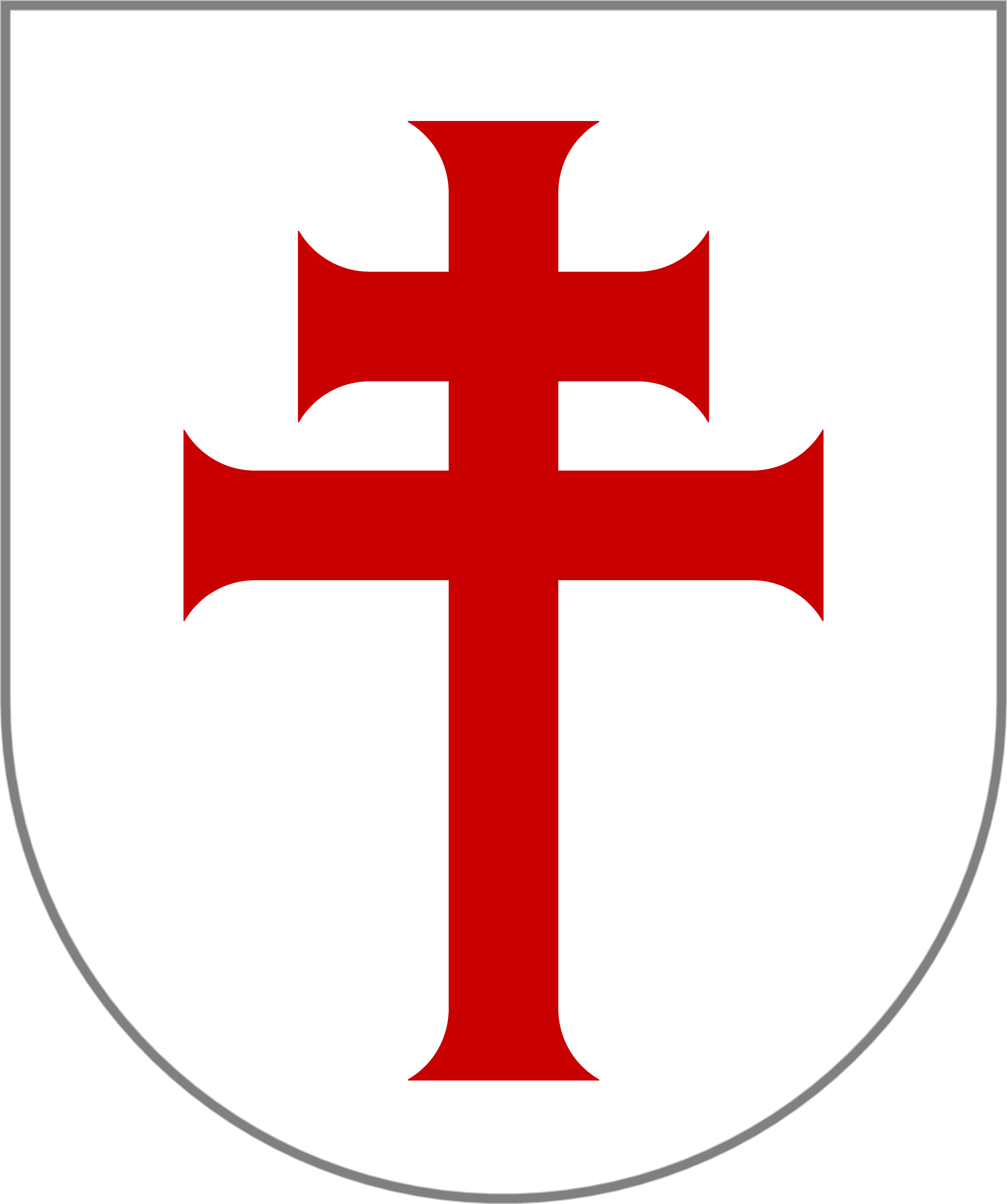
Fig. 22 : Croix de l'ordre canonial régulier du Saint-Sépulcre.

## L'adoption des armoiries par l'ensemble de la société médiévale (vers 1180 - vers 1320)

Fig.n